# مافئو پانتالئونی
مافئو پانتالئونی (انگلیسی:Maffeo Pantaleoni - ایتالیایی: [mafˌfɛːo pantaleˈoːni]؛ ۲ ژوئیه ۱۸۵۷ در فراسکاتی  – ۲۹ اکتبر ۱۹۲۴ در میلان) یک اقتصاددان ایتالیایی بود. در ابتدا او یکی از طرفداران برجسته اقتصاد نئوکلاسیک بود. ولی سال‌ها بعد، قبل از جنگ جهانی اول و در طول این جنگ، به یک ناسیونالیست و سندیکالیست سرسخت تبدیل شد و روابط نزدیکی با جنبش فاشیست داشت. او وزیر دارایی در دولت کارنارو در رییکا بود که بین سال‌های ۱۹۱۹ و ۱۹۲۰ به مدت پانزده ماه در این سمت بود. او اندکی قبل از مرگش به عضویت مجلس سنای ایتالیا انتخاب شد.

## آثار
پانتالئونی یکی از مشارکت‌کنندگان اصلی مکتب اقتصاد ایتالیا بود که به نام «علوم مالی» شناخته می‌شود. کتاب «تئوری ترجمه مالیاتی» به عنوان یک نوشته پیشگام در مورد امور مالی و مالیات است. به گفته جیمز مک‌گیل بیوکنن، برنده جایزه نوبل، پانتالئونی و پیروانش (مانند آنتونیو دی ویتی دی مارکو و ویلفردو پارتو) را می‌توان پیشینیان فکری نظریه انتخاب عمومی مدرن درنظر گرفت.